# Veilingkavel
Een veilingkavel (Engels: lot) is een term voor één of meer voorwerpen (of rechten) die als een geheel worden geveild en aan één koper worden toegeslagen. 
Het kavel wordt geïdentificeerd door het kavelnummer (lotnummer). 
Meestal is er een veilingcatalogus of ten minste een kavellijst met een (korte) omschrijving van het kavel.

## Numismatiek
In de numismatiek wordt de Engelse term lot gebruikt voor één of meer munten die samen worden geveild.

## Splitsen en samenvoegen van kavels
In veilingvoorwaarden staat soms de bepaling dat kavels kunnen worden gesplitst of samengevoegd. Dan kan het gebeuren dat een zeldzaam item uit een kavel wordt gehaald en afzonderlijk wordt geveild. Dit kan zinvol zijn als tijdens de kijkdagen blijkt dat verschillende verzamelaars vooral interesse hebben in bijvoorbeeld die ene zeldzame postzegel in een grotere verzameling.
Ook is het mogelijk dat een aantal kavels die "bij elkaar horen" eerst afzonderlijk en daarna nog eens gezamenlijk worden geveild. 
Vaak wordt dat tevoren aangekondigd, bijvoorbeeld een winkel en een bovenwoning of een huis en  een garage; maar de veilingmeester kan dit ook tijdens de veiling vertellen, voordat de kavels in de bieding komen. 
Als het gezamenlijke kavel méér opbrengt, dan gaat elk van de gegroepeerde kavels naar deze ene hoogste bieder. Zo'n gegroepeerd kavel vraagt speciale biedstrategieën. Wie per se het geheel wil hebben zal niet op de deelkavels bieden. Handelaren zijn bekend met deze gang van zaken. Een veiling die zich richt op een groter publiek laat dit soort complicaties liever achterwege.